# European Le Mans Series 2019
Navigation
Édition précédente Édition suivante
L'European Le Mans Series 2019 (ELMS) est la seizième saison du championnat européen d'endurance. L'édition 2019 se déroule du 14 avril au 27 octobre. Les six manches ont une durée de 4 heures. L’European Le Mans Series voit l’arrivée de Barcelone en remplacement du Red Bull Ring.

## Repères de débuts de saison
Pour cette nouvelle saison de l'European Le Mans Series, quelques nouveautés réglementaires ont été réalisées. Nous avons donc,:
- Comme c’était déjà le cas en LMGTE, les 1re et 2e concurrent au classement Équipe LMP2 en fin de saison sont invités aux 24 Heures du Mans 2020 en catégorie LMP2,
- Pour les arrêts au stand, les opérations de changement de roue ne sont plus autorisées pendant les opérations de ravitaillement,
- Un « success ballast » sera imposé pour les voitures LMGTE engagées dans le championnat.

Pour la première fois, l'European Le Mans Series a reçu plus de candidatures que de places disponibles et un processus de sélection a été mis en place pour combler les postes disponibles sur la grille 2019. À la suite d'une décision prise à la fin de la saison 2018, la taille de la grille a été limitée à 41 voitures en raison de l'espace disponible dans certains stands des circuits visités par l'European Le Mans Series et cela permettra ainsi à toutes les équipes de faire le plein et entretenir leurs voitures devant leurs stands.

## Engagés

### LMP2
Toutes les voitures utilisent un moteur Gibson GK428 4.2 L V8 atmosphérique.
| No.  | Pays                     | Équipe                    | Voiture        | Pneu | Pilotes                                                                                              | Pilotes                                                                                              | Pilotes                                                                                              |
| No.  | Pays                     | Équipe                    | Voiture        | Pneu | Les chiffres entre parenthèses sont la ou les manches auxquelles le pilote ou l'écurie sont inscrits | Les chiffres entre parenthèses sont la ou les manches auxquelles le pilote ou l'écurie sont inscrits | Les chiffres entre parenthèses sont la ou les manches auxquelles le pilote ou l'écurie sont inscrits |
| LMP2 | LMP2                     | LMP2                      | LMP2           | LMP2 | LMP2                                                                                                 | LMP2                                                                                                 | LMP2                                                                                                 |
| ---- | ------------------------ | ------------------------- | -------------- | ---- | --- | --- | --- |
| 20   |                          | High Class Racing         | Oreca 07       | D    | Dennis Andersen (Toutes)                                                                             | Anders Fjordbach (Toutes)                                                                            | |
| 21   |                          | DragonSpeed               | Oreca 07       | M    | Henrik Hedman (Toutes)                                                                               | Ben Hanley (1,3-6)                                                                                   | James Allen (Toutes)                                                                                 |
| 21   | Renger van der Zande (2) | DragonSpeed               | Oreca 07       | M    | | | |
| 22   |                          | United Autosports         | Ligier JS P217 | M    | Phil Hanson (Toutes)                                                                                 | Filipe Albuquerque (2-6)                                                                             | Paul Di Resta (1)                                                                                    |
| 23   |                          | Panis-Barthez Compétition | Ligier JS P217 | D    | René Binder (Toutes)                                                                                 | Will Stevens (Toutes)                                                                                | Julien Canal (Toutes)                                                                                |
| 24   |                          | Panis-Barthez Compétition | Ligier JS P217 | D    | Timothé Buret. (Toutes)                                                                              | Konstantin Tereshchenko. (Toutes)                                                                    | Léonard Hoogenboom (1-3)                                                                             |
| 25   |                          | Algarve Pro Racing        | Oreca 07       | D    | Andrea Pizzitola (Toutes)                                                                            | Mark Patterson (1)                                                                                   | John Falb (Toutes)                                                                                   |
| 25   | Olivier Pla (3-6)        | Algarve Pro Racing        | Oreca 07       | D    | | | |
| 26   |                          | G-Drive Racing            | Aurus 01       | D    | Roman Rusinov (Toutes)                                                                               | Jean-Éric Vergne, (3-6)                                                                              | Job van Uitert (Toutes)                                                                              |
| 26   | Norman Nato (1-2)        | G-Drive Racing            | Aurus 01       | D    | | | |
| 27   |                          | IDEC Sport Racing         | Ligier JS P217 | M    | Patrice Lafargue (1-2, 4-6)                                                                          | Erik Maris (1-2, 5)                                                                                  | Stéphane Adler (Toutes)                                                                              |
| 27   | Nicolas Minassian (3)    | IDEC Sport Racing         | Ligier JS P217 | M    | William Cavailhes, (3-4, 6)                                                                          | | |
| 28   |                          | IDEC Sport Racing         | Oreca 07       | M    | Paul Lafargue (Toutes)                                                                               | Paul-Loup Chatin (Toutes)                                                                            | Memo Rojas (Toutes)                                                                                  |
| 29   |                          | Duqueine Engineering      | Oreca 07       | M    | Richard Bradley (Toutes)                                                                             | Pierre Ragues (Toutes)                                                                               | Nicolas Jamin (Toutes)                                                                               |
| 31   |                          | Algarve Pro Racing        | Oreca 07       | D    | Tacksung Kim (Toutes)                                                                                | Henning Enqvist (Toutes)                                                                             | James French (Toutes)                                                                                |
| 32   |                          | United Autosports         | Ligier JS P217 | M    | Ryan Cullen (Toutes)                                                                                 | Alex Brundle (Toutes)                                                                                | William Owen (2-4)                                                                                   |
| 34   |                          | Inter Europol Competition | Ligier JS P217 | M    | Jakub Śmiechowski (Toutes)                                                                           | Léo Roussel (1-2)                                                                                    | Dani Clos (1-3)                                                                                      |
| 34   | Adrien Tambay (3-4)      | Inter Europol Competition | Ligier JS P217 | M    | Lukas Dunner (4)                                                                                     | Sam Dejonghe (5-6)                                                                                   | |
| 34   | Mathias Beche (6)        | Inter Europol Competition | Ligier JS P217 | M    | | | |
| 35   |                          | BHK Motorsport            | Oreca 07       | D    | Francesco Dracone (Toutes)                                                                           | Sergio Campana (Toutes)                                                                              | Garry Findlay, (3-4)                                                                                 |
| 37   |                          | Cool Racing               | Oreca 07       | M    | Nicolas Lapierre, (Toutes)                                                                           | Alexandre Coigny (1-4, 6)                                                                            | Antonin Borga (Toutes)                                                                               |
| 39   |                          | Graff Racing              | Oreca 07       | M    | Alexandre Cougnaud (Toutes)                                                                          | Jonathan Hirschi (Toutes)                                                                            | Tristan Gommendy (Toutes)                                                                            |
| 43   |                          | RLR Msport                | Oreca 07       | D    | Bruno Senna (1-3, 5-6)                                                                               | John Farano (Toutes)                                                                                 | Arjun Maini (Toutes)                                                                                 |
| 43   | Matthieu Vaxiviere (4)   | RLR Msport                | Oreca 07       | D    | | | |
| 45   |                          | Carlin                    | Dallara P217   | D    | Jack Manchester (1-3, 6)                                                                             | Ben Barnicoat (1-4, 6)                                                                               | Harry Tincknell (2-4, 6)                                                                             |
| 45   | Olivier Pla (1)          | Carlin                    | Dallara P217   | D    | Harrison Newey (4)                                                                                   | | |

### LMP3
Toutes les voitures ont un moteur Nissan VK50VE 5.0 L V8 et sont chaussées de pneumatiques Michelin.
| No.  | Pays                  | Équipe                    | Voiture      | Pilotes                                                                                              | Pilotes                                                                                              | Pilotes                                                                                              |
| No.  | Pays                  | Équipe                    | Voiture      | Les chiffres entre parenthèses sont la ou les manches auxquelles le pilote ou l'écurie sont inscrits | Les chiffres entre parenthèses sont la ou les manches auxquelles le pilote ou l'écurie sont inscrits | Les chiffres entre parenthèses sont la ou les manches auxquelles le pilote ou l'écurie sont inscrits |
| LMP3 | LMP3                  | LMP3                      | LMP3         | LMP3                                                                                                 | LMP3                                                                                                 | LMP3                                                                                                 |
| ---- | --------------------- | ------------------------- | ------------ | --- | --- | --- |
| 2    |                       | United Autosports         | Ligier JS P3 | Garett Grist (Toutes)                                                                                | Wayne Boyd (Toutes)                                                                                  | Thomas Erdos (Toutes)                                                                                |
| 3    |                       | United Autosports         | Ligier JS P3 | Mike Guasch (1-4)                                                                                    | Christian England (Toutes)                                                                           | Andrew Bentley (5-6)                                                                                 |
| 5    |                       | 360 Racing                | Ligier JS P3 | John Corbett (1-5)                                                                                   | James Winslow (1-5)                                                                                  | Andreas Laskaratos (1-5)                                                                             |
| 6    |                       | 360 Racing                | Ligier JS P3 | Terrence Woodward (Toutes)                                                                           | Ross Kaiser (Toutes)                                                                                 | James Dayson (Toutes)                                                                                |
| 7    |                       | Nielsen Racing            | Norma M30    | Colin Noble (Toutes)                                                                                 | Tony Wells (Toutes)                                                                                  | |
| 8    |                       | Nielsen Racing            | Ligier JS P3 | James Littlejohn (Toutes)                                                                            | Nobuya Yamanaka (1-4)                                                                                | Nick Adcock (3, 5-6)                                                                                 |
| 9    |                       | Realteam Racing           | Norma M30    | David Droux (Toutes)                                                                                 | Esteban Garcia (Toutes)                                                                              | |
| 10   |                       | Oregon Team               | Norma M30    | Damiano Fioravanti (Toutes)                                                                          | Gustas Grinbergas (Toutes)                                                                           | Lorenzo Bontempelli (Toutes)                                                                         |
| 11   |                       | EuroInternational         | Ligier JS P3 | Mikkel Jensen (Toutes)                                                                               | Jens Petersen (Toutes)                                                                               | |
| 13   |                       | Inter Europol Competition | Ligier JS P3 | Martin Hippe (Toutes)                                                                                | Nigel Moore (Toutes)                                                                                 | |
| 14   |                       | Inter Europol Competition | Ligier JS P3 | Paul Scheuschner (Toutes)                                                                            | Dino Lunardi (1)                                                                                     | Sam Dejonghe (2-4)                                                                                   |
| 14   | Constantin Schöll (6) | Inter Europol Competition | Ligier JS P3 | | | |
| 15   |                       | RLR Msport                | Ligier JS P3 | Christian Olsen (Toutes)                                                                             | Martin Vedel Mortensen (Toutes)                                                                      | Martin Rich (Toutes)                                                                                 |
| 17   |                       | Ultimate                  | Norma M30    | Matthieu Lahaye (Toutes)                                                                             | Jean-Baptiste Lahaye (Toutes)                                                                        | François Hériau (Toutes)                                                                             |
| 19   |                       | M.Racing                  | Norma M30    | Laurent Millara (Toutes)                                                                             | Yann Ehrlacher (1, 3-4)                                                                              | Lucas Légeret (Toutes)                                                                               |

Les écuries ACE1 Villorba Corse et Speed Factory Racing Team, bien qu'elles aient annoncé participer au championnat, n'ont pas été retenues. ACE1 Villorba Corse se retrouva alors en Michelin Le Mans Cup.

### LMGTE
Toutes les voitures sont chaussées de pneumatiques Dunlop.
| 51 |                          | Luzich Racing                | Ferrari 488 GTE | Alessandro Pier Guidi (Toutes) | Nicklas Nielsen (Toutes) | Fabien Lavergne (Toutes)   |
| 55 |                          | Spirit of Race               | Ferrari 488 GTE | Duncan Cameron (Toutes)        | Matt Griffin (Toutes)    | Aaron Scott (Toutes)       |
| 56 |                          | Team Project 1               | Porsche 911 RSR | Egidio Perfetti (1-3)          | Giorgio Roda (1-2)       | Jörg Bergmeister (1-3)     |
| 60 |                          | Kessel Racing                | Ferrari 488 GTE | Claudio Schiavoni (1-3)        | Andrea Piccini (Toutes)  | Sergio Pianezzola (Toutes) |
| 60 | Nicola Cadei (4)         | Kessel Racing                | Ferrari 488 GTE | David Perel (5-6)              |                          |                            |
| 66 |                          | JMW Motorsport               | Ferrari 488 GTE | Jeff Segal (Toutes)            | Wei Lu (Toutes)          | Matteo Cressoni (Toutes)   |
| 77 |                          | Dempsey - Proton Competition | Porsche 911 RSR | Matteo Cairoli (Toutes)        | Christian Ried (Toutes)  | Riccardo Pera (Toutes)     |
| 80 |                          | Ebimotors                    | Porsche 911 RSR | Fabio Babini (1-3, 6)          | Marco Frezza (1-3, 6)    | Sébastien Fortuna (1-2)    |
| 80 | Edward-Lewis Brauner (3) | Ebimotors                    | Porsche 911 RSR | Gianluca Giraudi (6)           |                          |                            |
| 83 |                          | Kessel Racing                | Ferrari 488 GTE | Rahel Frey (Toutes)            | Manuela Gostner (Toutes) | Michelle Gatting (Toutes)  |
| 88 |                          | Proton Competition           | Porsche 911 RSR | Horst Felbermayr, Jr. (1)      | Marco Seefried (1)       | Thomas Preining (1, 4, 6)  |
| 88 | Gianluca Giraudi (4)     | Proton Competition           | Porsche 911 RSR | Ricardo Sanchez (4)            | Steffen Görig (6)        |                            |
| 88 | Adrien De Leener (6)     | Proton Competition           | Porsche 911 RSR |                                |                          |                            |

## Calendrier[1]
| N° | Date         | Nom de la Course              | Durée    | Circuit                            | Lieu          | État, Pays              |
| -- | ------------ | ----------------------------- | -------- | ---------------------------------- | ------------- | ----------------------- |
| 1  | 14 avril     | 4 Heures du Castellet         | 4 heures | Circuit Paul Ricard                | Le Castellet  | France                  |
| 2  | 12 mai       | 4 Heures de Monza             | 4 heures | Circuit de Monza                   | Monza         | Italie                  |
| 3  | 20 juillet   | 4 Heures de Barcelone         | 4 heures | Circuit de Barcelone               | Montmeló      | Espagne                 |
| 4  | 31 août      | 4 Heures de Silverstone       | 4 heures | Circuit de Silverstone             | Silverstone   | Angleterre, Royaume-Uni |
| 5  | 22 septembre | 4 Heures de Spa-Francorchamps | 4 heures | Circuit de Spa-Francorchamps       | Francorchamps | Belgique                |
| 6  | 27 octobre   | 4 Heures de Portimão          | 4 heures | Autódromo Internacional do Algarve | Portimão      | Portugal                |

Le 11 avril 2019, l'ACO annonce que pour faire face à d’éventuelles hautes températures lors des 4 Heures de Barcelone, il a décidé de donner le départ le 20 juillet, à 18h30. L’arrivée se fera donc de nuit, à 22h30.

## Résumé

### 4 Heures du Castellet

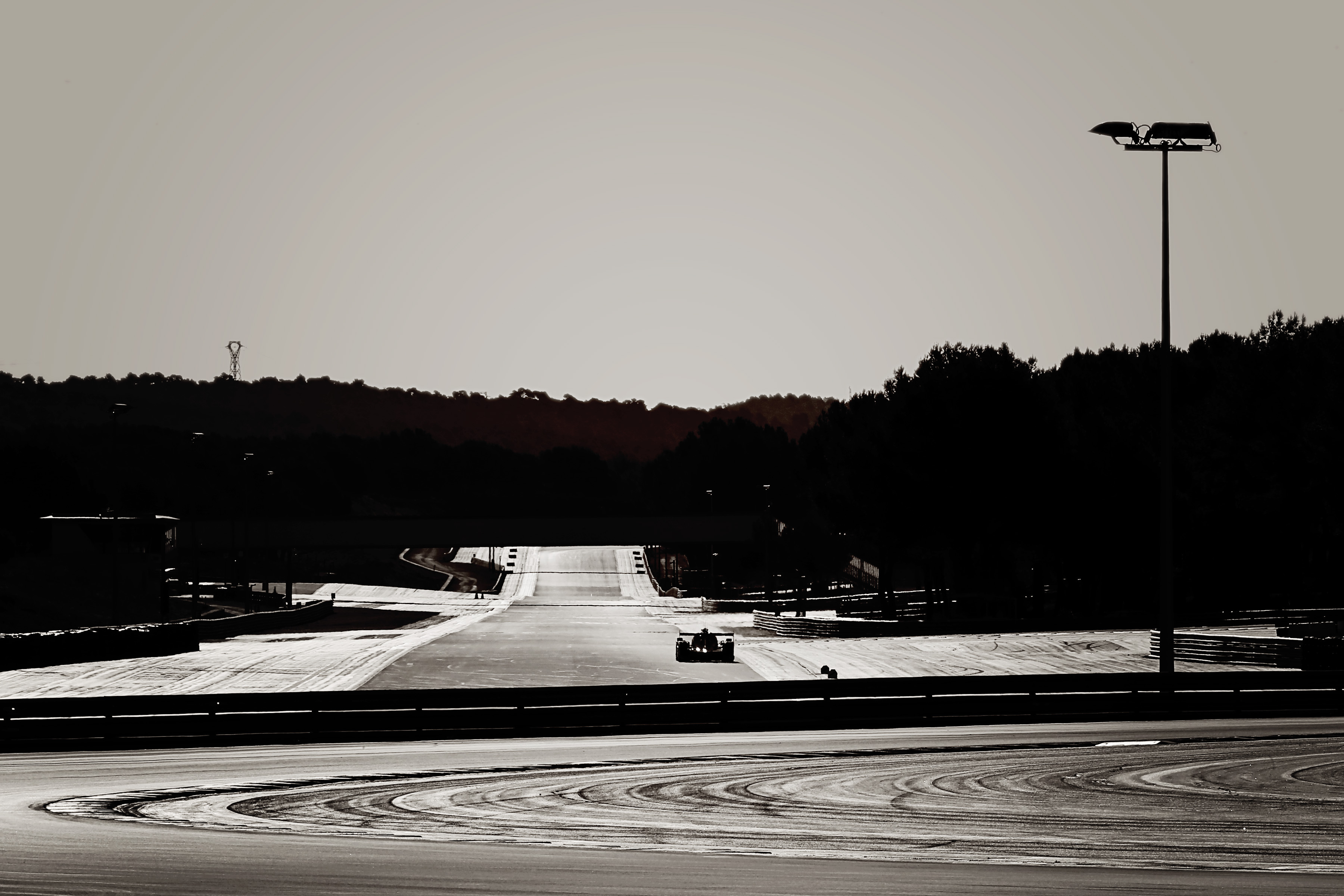
4 Heures du Castellet 2019 - Ligne droite du Mistral

La catégorie LMP2 et le classement général des 4 Heures du Castellet ont été remportés par l'Oreca 07 de l'écurie DragonSpeed et pilotée par Henrik Hedman, Ben Hanley et James Allen.
La catégorie LMP3 a été remportée par la Norma M30 de l'écurie Ultimate et pilotée par Jean-Baptiste Lahaye, Matthieu Lahaye et François Hériau.
La catégorie GTE a été remportée par la Ferrari 488 GTE Evo de l'écurie Luzich Racing et pilotée par Alessandro Pier Guidi, Nicklas Nielsen et Fabien Lavergne.

#### Classement LMP2

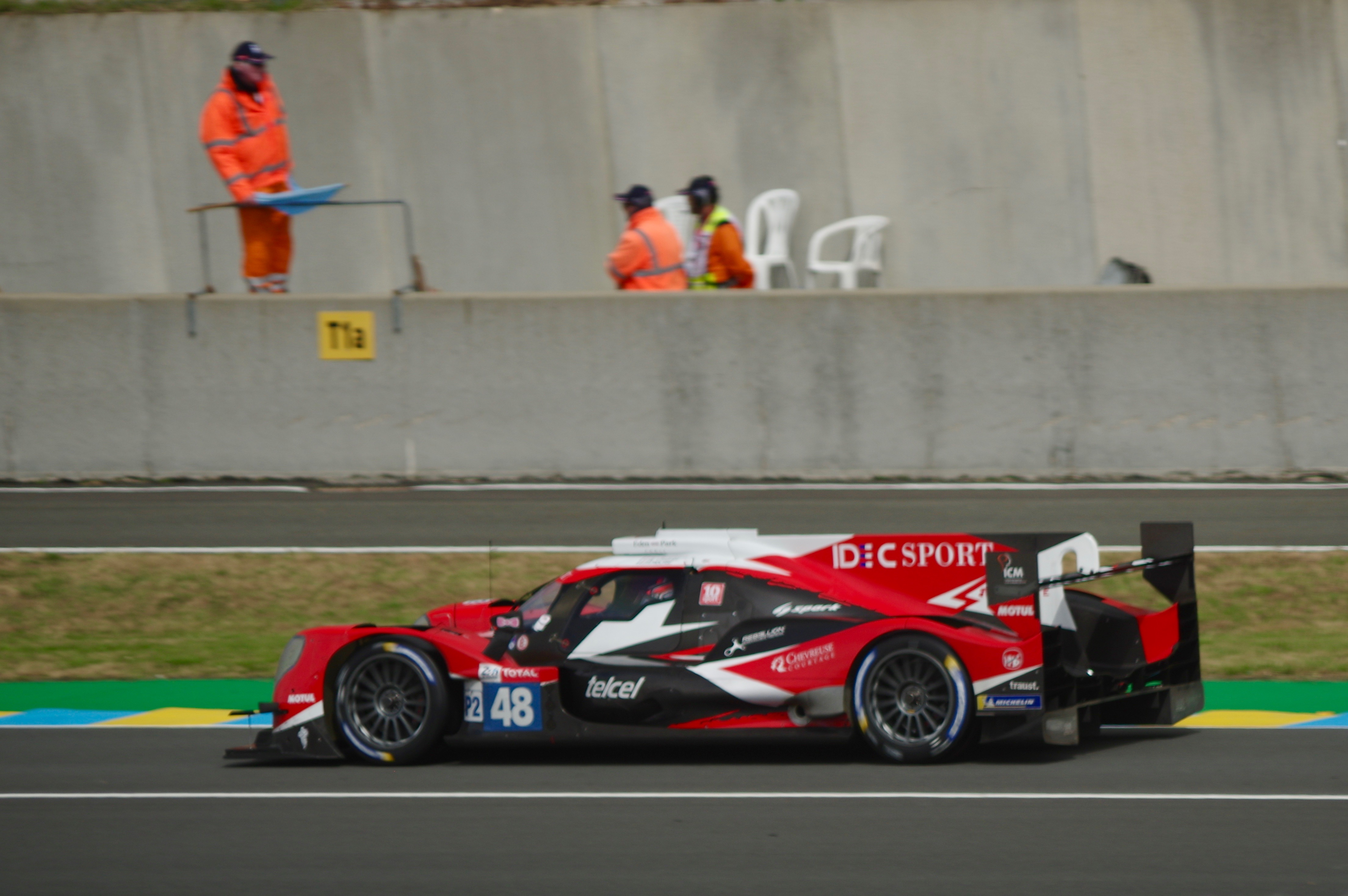
Oreca 07 de l'écurie IDEC Sport.

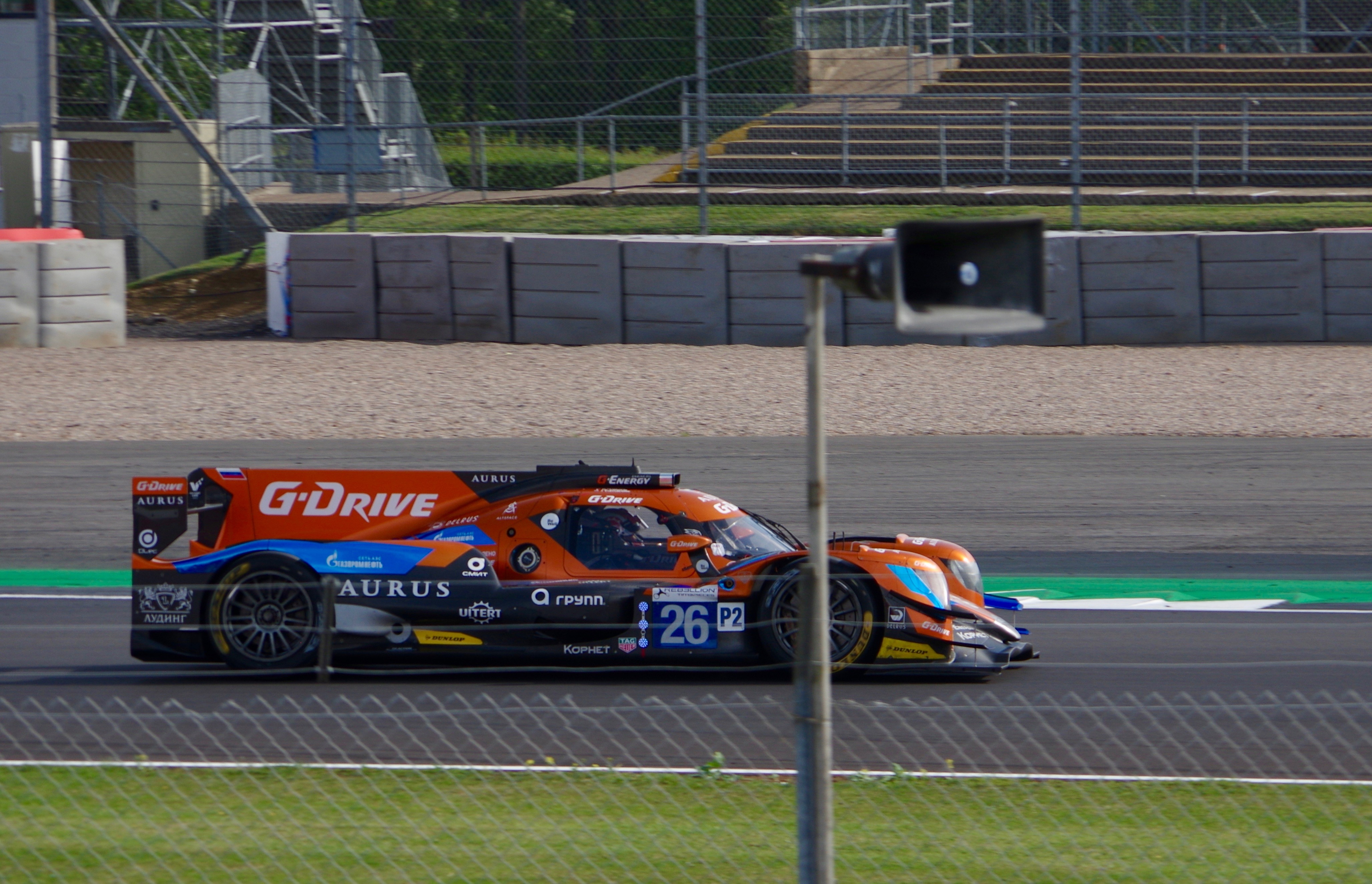
Aurus 01 de l'écurie G-Drive Racing aux 4 Heures de Silverstone 2019

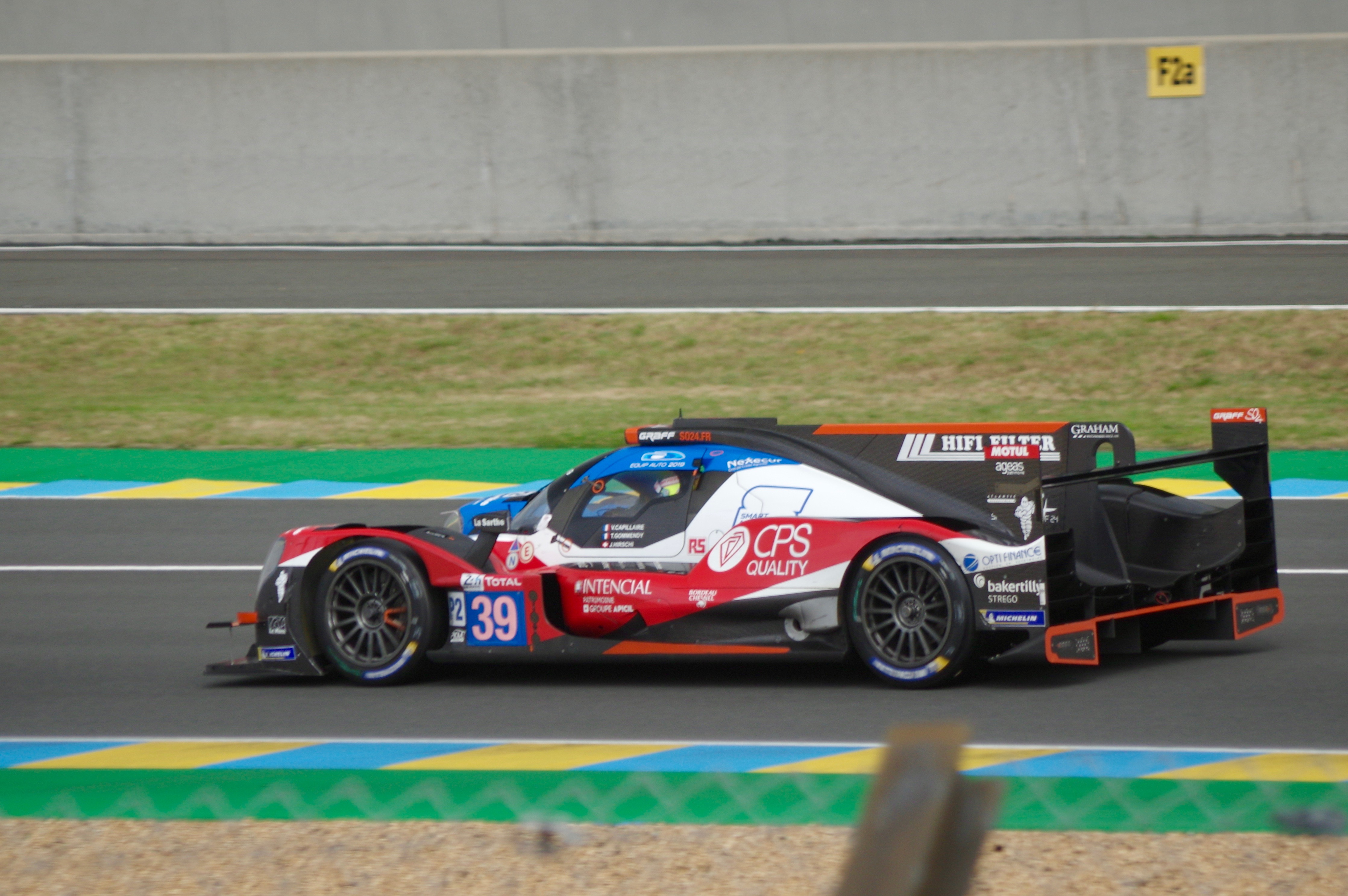
Oreca 07 de l'écurie Graff.

#### Classement LMP3

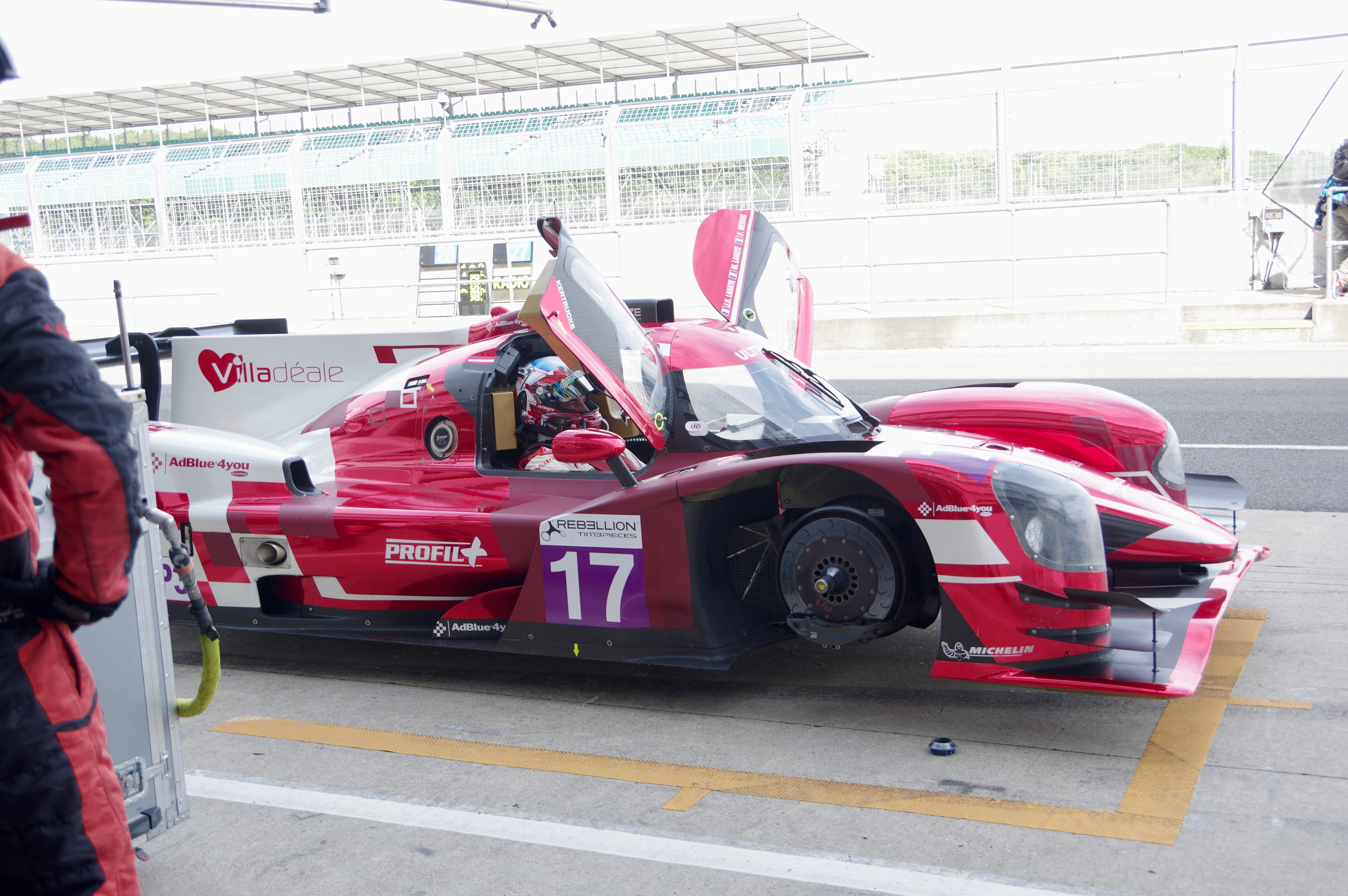
Norma M30 de l'écurie Ultimate aux 4 Heures de Silverstone

### 4 Heures de Monza

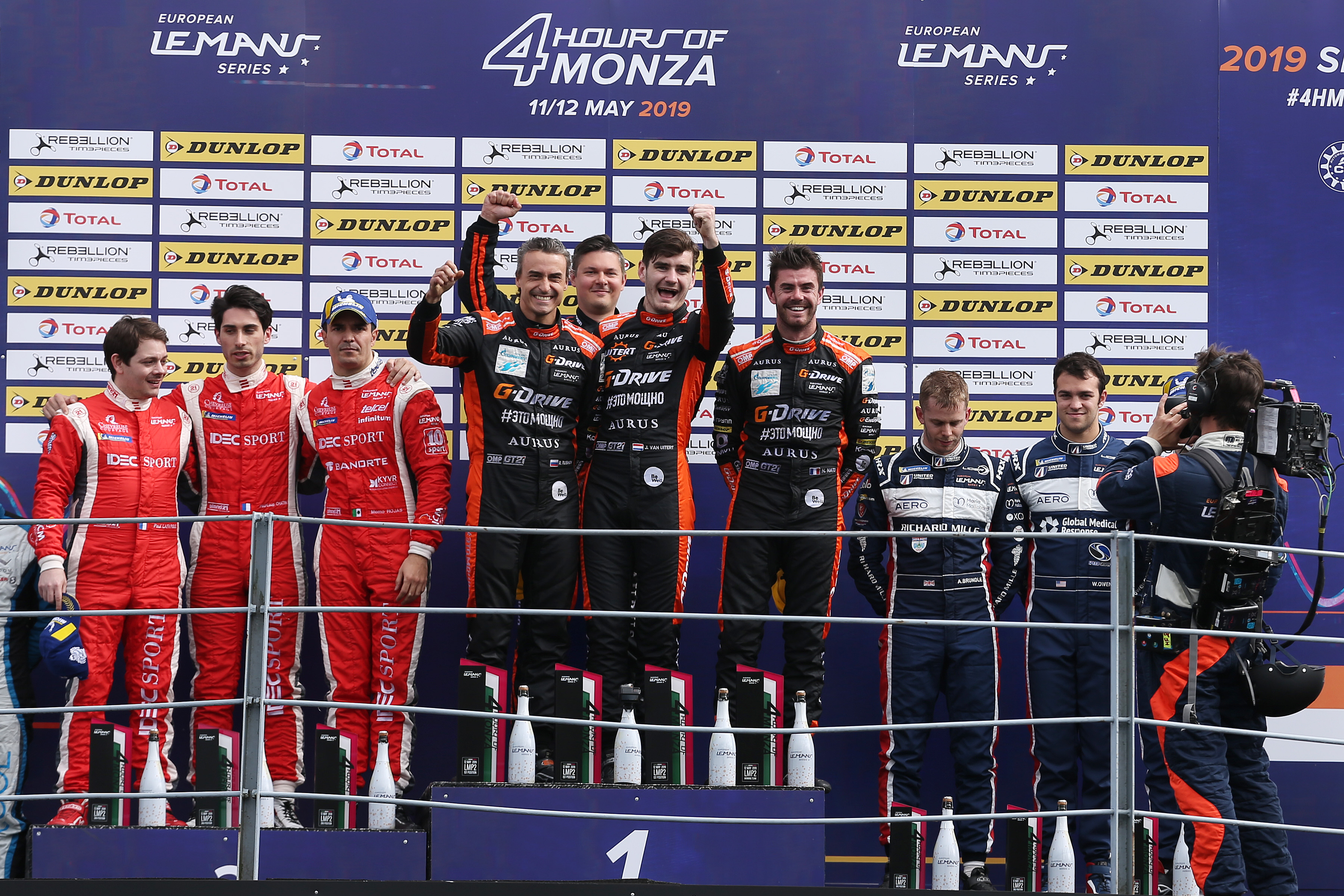
Podium des 4 Heures de Monza 2019

La catégorie LMP2 et le classement général des 4 Heures du Castellet ont été remportés par l'Oreca 07 de l'écurie G-Drive Racing et pilotée par Roman Rusinov, Job van Uitert et Norman Nato.
La catégorie LMP3 a été remportée par la Ligier JS P3 de l'écurie EuroInternational et pilotée par Mikkel Jensen et Jens Petersen.
La catégorie GTE a été remportée par la Porsche 911 RSR de l'écurie Dempsey - Proton Competition et pilotée par Christian Ried, Riccardo Pera et Matteo Cairoli.

### 4 Heures de Barcelone

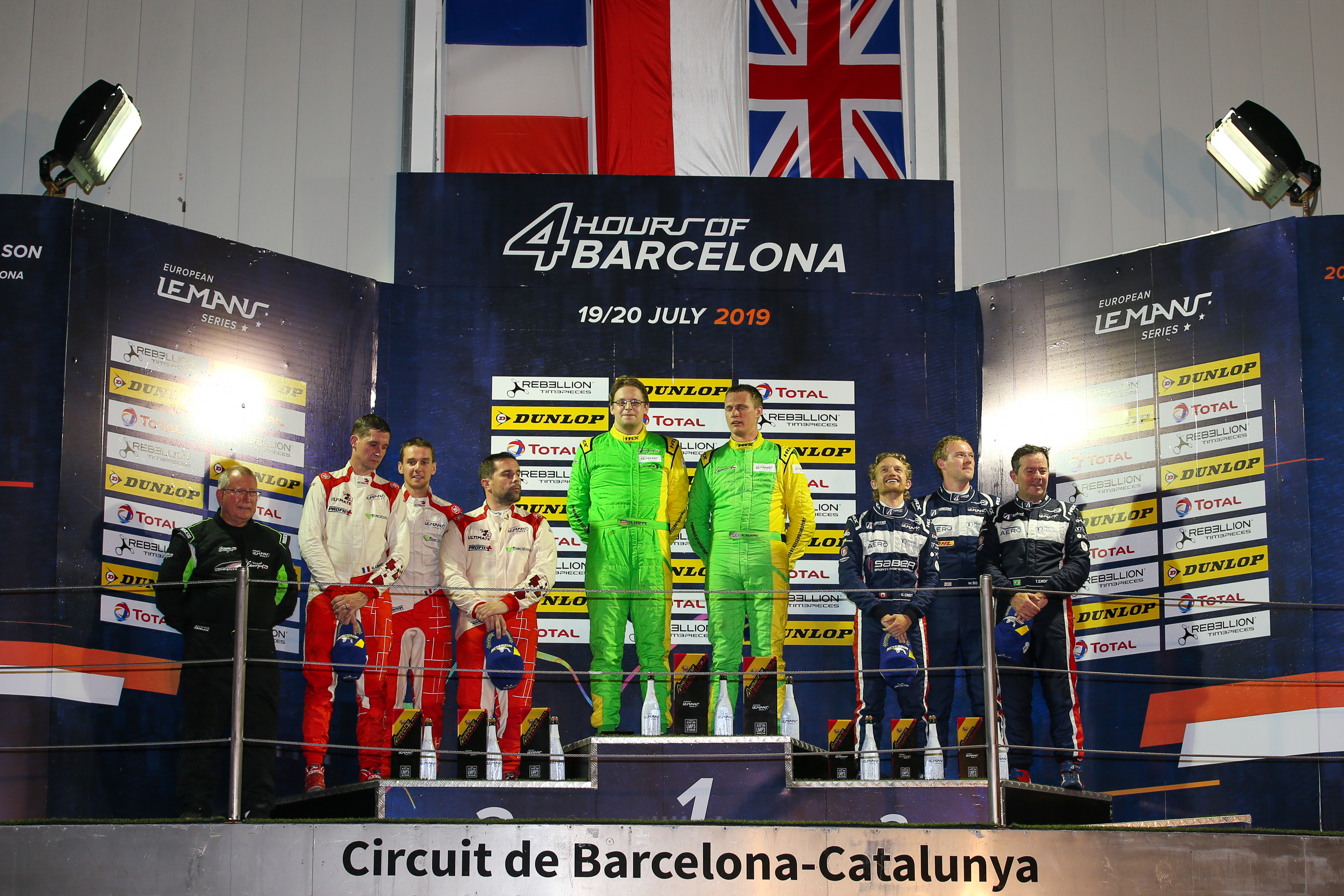
Podium LMP3 des 4 Heures de Barcelone 2019

La catégorie LMP2 et le classement général des 4 Heures de Barcelone ont été remportés par l'Aurus 01 de l'écurie G-Drive Racing et pilotée par Roman Rusinov, Job van Uitert et Jean-Éric Vergne.
La catégorie LMP3 a été remportée par la Ligier JS P3 de l'écurie EuroInternational et pilotée par Mikkel Jensen et Jens Petersen.
La catégorie GTE a été remportée par la Ferrari 488 GTE Evo de l'écurie Luzich Racing  et pilotée par Alessandro Pier Guidi, Fabien Lavergne et Nicklas Nielsen.

### 4 Heures de Silverstone

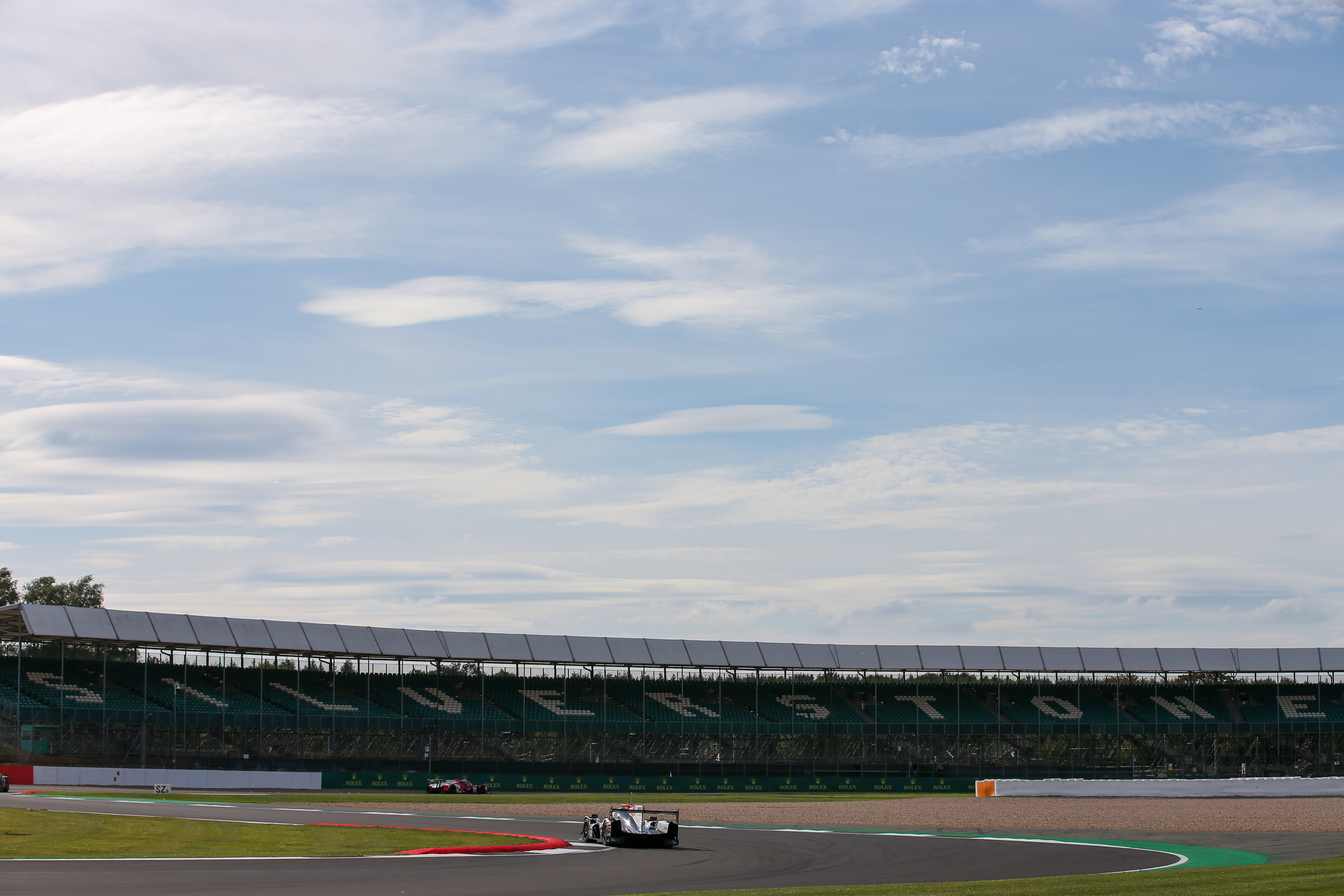
Tribune lors des 4 Heures de Silverstone 2019 (ELMS)

La catégorie LMP2 et le classement général des 4 Heures de Barcelone ont été remportés par l'Oreca 07 de l'écurie IDEC Sport Racing et pilotée par Paul Lafargue, Paul-Loup Chatin et Memo Rojas. Il s'agit de la première victoire de cette écurie dans le championnat European Le Mans Series.
La catégorie LMP3 a été remportée par la Ligier JS P3 de l'écurie EuroInternational et pilotée par Mikkel Jensen et Jens Petersen.
La catégorie GTE a été remportée par la Porsche 911 RSR de l'écurie Proton Competition et pilotée par Thomas Preining, Gian Luca Giraudi et Ricardo Sanchez.

### 4 Heures de Spa-Francorchamps

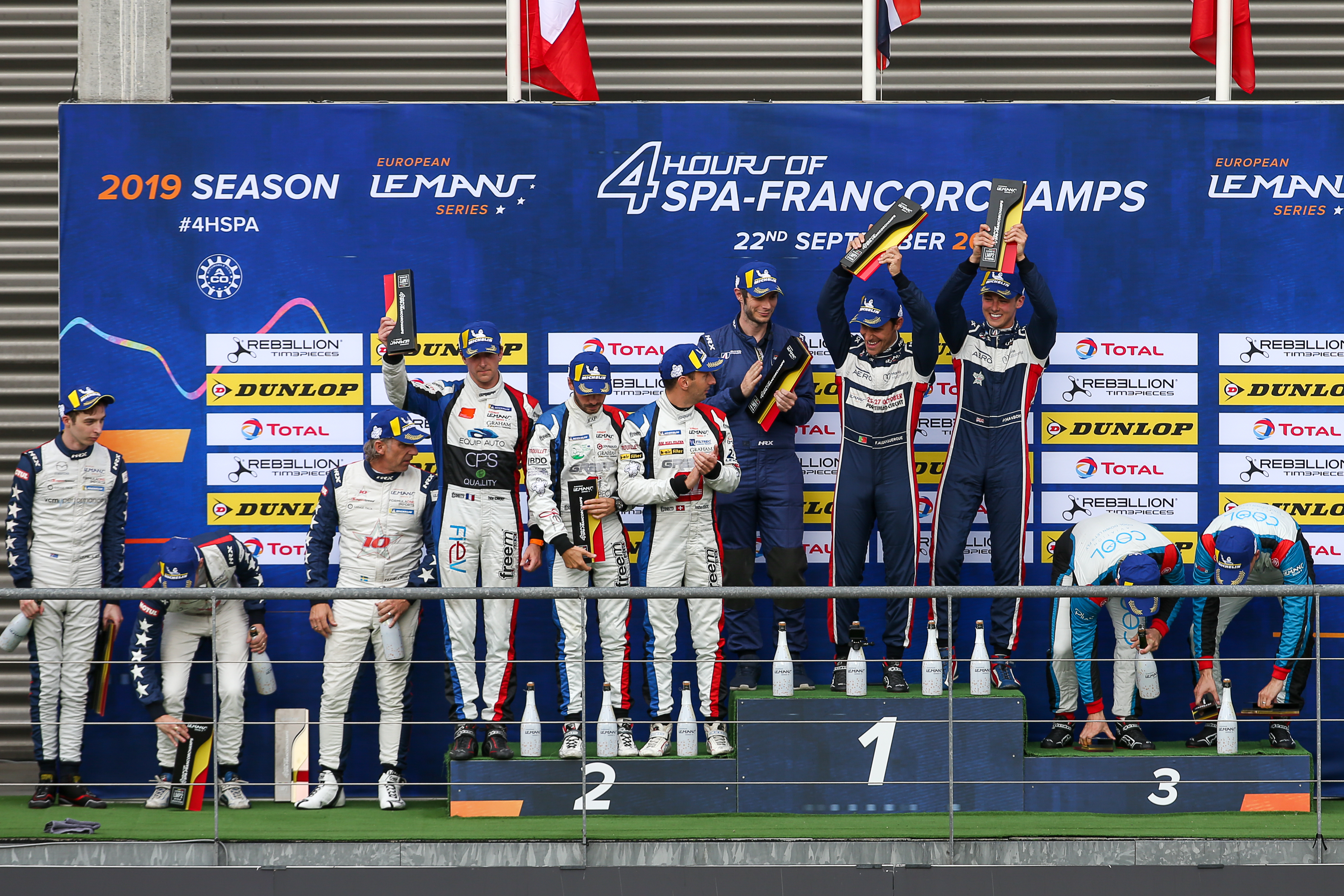
Podium des 4 Heures de Spa-Francorchamps 2019

La catégorie LMP2 et le classement général des 4 Heures de Spa-Francorchamps ont été remportés par l'Oreca 07 de l'écurie United Autosports et pilotée par Phil Hanson, Filipe Albuquerque. Il s'agit de la première victoire de cette écurie dans le championnat European Le Mans Series avec une Oreca 07.
La catégorie LMP3 a été remportée par la Ligier JS P3 de l'écurie EuroInternational et pilotée par Mikkel Jensen et Jens Petersen.
La catégorie GTE a été remportée par la Ferrari 488 GTE Evo de l'écurie Luzich Racing  et pilotée par Alessandro Pier Guidi, Fabien Lavergne et Nicklas Nielsen.

### 4 Heures de Portimão

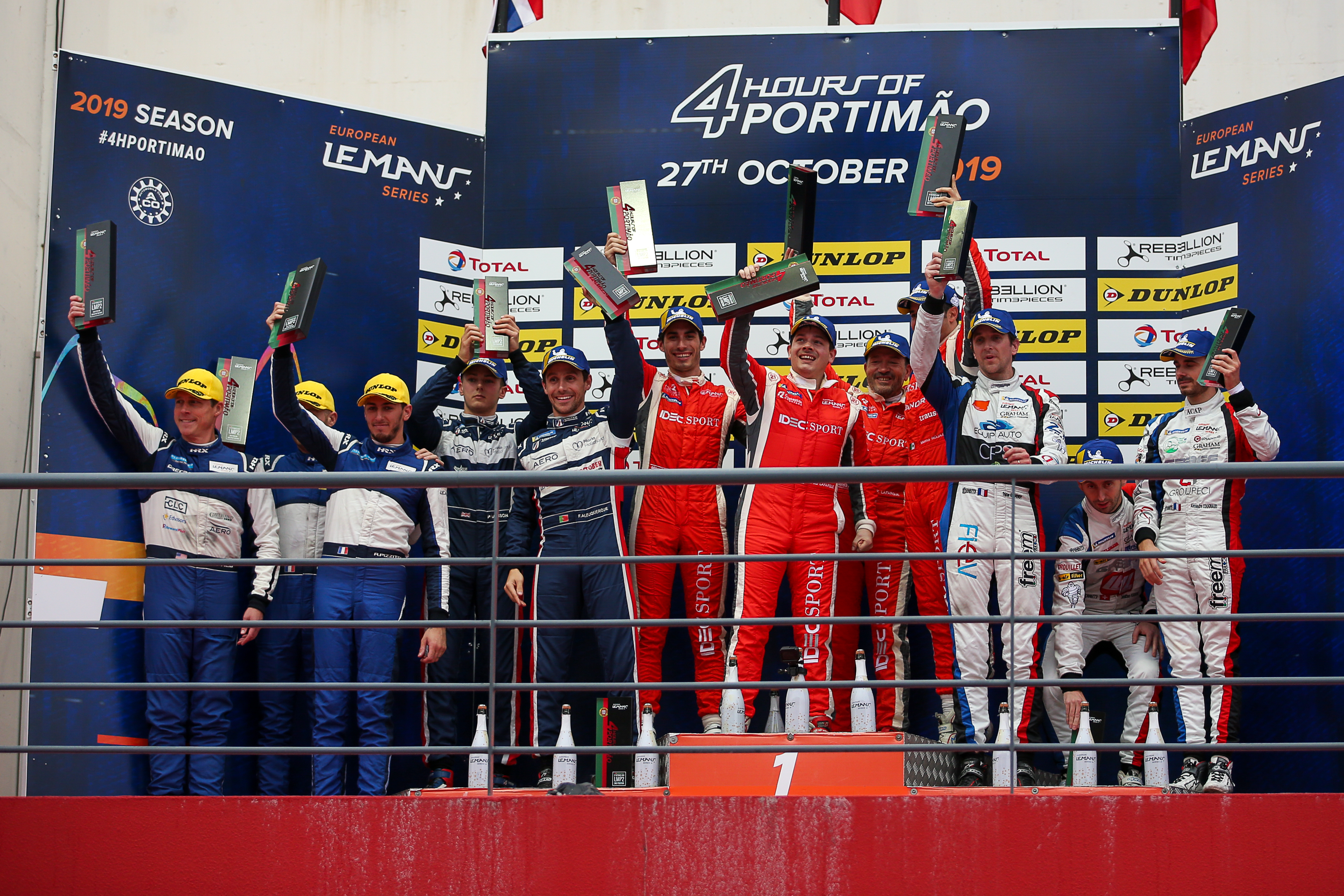
Podium des 4 Heures de Portimão 2019

La catégorie LMP2 et le classement général des 4 Heures de Portimão ont été remportés par l'Oreca 07 de l'écurie IDEC Sport Racing et pilotée par Paul Lafargue, Paul-Loup Chatin et Memo Rojas. Cette victoire leur a permis de remporter leur premier titre dans le championnat European Le Mans Series.
La catégorie LMP3 a été remportée par la Ligier JS P3 de l'écurie 360 Racing et pilotée par James Dayson, Ross Kaiser et Terrence Woodward. Il s'agit de la première victoire de cette écurie dans le championnat European Le Mans Series.
La catégorie GTE a été remportée par la Ferrari 488 GTE Evo de l'écurie Luzich Racing  et pilotée par Alessandro Pier Guidi, Fabien Lavergne et Nicklas Nielsen.

## Résultats
En gras le vainqueur de la course.
En gras le vainqueur de la course.
| no | Course                        | Équipe victorieuse LMP2                       | Équipe victorieuse LMP3                              | Équipe victorieuse GTE                                | Résultats |
| no | Course                        | Pilotes victorieux LMP2                       | Pilotes victorieux LMP3                              | Pilotes victorieux GTE                                | Résultats |
| -- | ----------------------------- | --------------------------------------------- | ---------------------------------------------------- | ----------------------------------------------------- | --------- |
| 1  | 4 Heures du Castellet         | DragonSpeed                                   | Ultimate                                             | Luzich Racing                                         | résultats |
| 1  | 4 Heures du Castellet         | Henrik Hedman Ben Hanley James Allen          | Jean-Baptiste Lahaye Matthieu Lahaye François Hériau | Alessandro Pier Guidi Nicklas Nielsen Fabien Lavergne | résultats |
| 2  | 4 Heures de Monza             | G-Drive Racing                                | EuroInternational                                    | Dempsey - Proton Competition                          | résultats |
| 2  | 4 Heures de Monza             | Roman Rusinov Job van Uitert Norman Nato      | Mikkel Jensen Jens Petersen                          | Christian Ried Riccardo Pera Matteo Cairoli           | résultats |
| 3  | 4 Heures de Barcelone         | G-Drive Racing                                | Inter Europol Competition                            | Luzich Racing                                         | résultats |
| 3  | 4 Heures de Barcelone         | Roman Rusinov Job van Uitert Jean-Éric Vergne | Martin Hippe Nigel Moore                             | Alessandro Pier Guidi Nicklas Nielsen Fabien Lavergne | résultats |
| 4  | 4 Heures de Silverstone       | IDEC Sport Racing                             | EuroInternational                                    | Proton Competition                                    | résultats |
| 4  | 4 Heures de Silverstone       | Paul Lafargue Paul-Loup Chatin Memo Rojas     | Mikkel Jensen Jens Petersen                          | Thomas Preining Gian Luca Giraudi Ricardo Sanchez     | résultats |
| 5  | 4 Heures de Spa-Francorchamps | United Autosports                             | EuroInternational                                    | Luzich Racing                                         | résultats |
| 5  | 4 Heures de Spa-Francorchamps | Filipe Albuquerque Philip Hanson              | Mikkel Jensen Jens Petersen                          | Alessandro Pier Guidi Nicklas Nielsen Fabien Lavergne | résultats |
| 6  | 4 Heures de Portimão          | IDEC Sport Racing                             | 360 Racing                                           | Luzich Racing                                         | résultats |
| 6  | 4 Heures de Portimão          | Paul Lafargue Paul-Loup Chatin Memo Rojas     | Terrence Woodward James Dayson Ross Kaiser           | Alessandro Pier Guidi Nicklas Nielsen Fabien Lavergne | résultats |

## Classements

### Attribution des points
| Système des points | Système des points | Système des points | Système des points | Système des points | Système des points | Système des points | Système des points | Système des points | Système des points | Système des points | Système des points | Système des points |
| Position           | 1er                | 2e                 | 3e                 | 4e                 | 5e                 | 6e                 | 7e                 | 8e                 | 9e                 | 10e                | Au-delà            | Pole               |
| ------------------ | ------------------ | ------------------ | ------------------ | ------------------ | ------------------ | ------------------ | ------------------ | ------------------ | ------------------ | ------------------ | ------------------ | ------------------ |
| Points             | 25                 | 18                 | 15                 | 12                 | 10                 | 8                  | 6                  | 4                  | 2                  | 1                  | 0.5                | 1                  |